# Hémévillers
Hémévillers település Franciaországban, Oise megyében. Lakosainak száma 467 fő (2022. január 1.). Hémévillers Francières, Gournay-sur-Aronde, Montmartin, Moyenneville és Rouvillers községekkel határos.

## Népesség
A település népességének változása:
| Lakosok száma | 432  | 449  | 466  | 462  | 460  | 468  | 468  | 467  | 467  |
|               | 2013 | 2015 | 2016 | 2017 | 2018 | 2019 | 2020 | 2021 | 2022 |